# Kuriste
Kuriste (Duits: Emmast-Kuriste) is een plaats in de Estlandse gemeente Hiiumaa, provincie Hiiumaa. De plaats heeft de status van dorp (Estisch: küla).
Tot in oktober 2017 behoorde Kuriste tot de gemeente Käina. In die maand werd Käina bij de fusiegemeente Hiiumaa gevoegd.

## Bevolking
De ontwikkeling van het aantal inwoners blijkt uit het volgende staatje:
| Jaar            | 2000 | 2011 | 2021 |
| --------------- | ---- | ---- | ---- |
| Aantal inwoners | 12   | 13   | 15   |

## Orthodoxe kerk
De Russisch-orthodoxe Kerk van de Geboorte van de Moeder Gods van Kuriste (Kuriste Jumalasünnitaja sündimise kirik), gebouwd in de jaren 1884-1890, ligt op het grondgebied van het buurdorp Taterma. Het is de enige nog functionerende orthodoxe kerk op het eiland Hiiumaa.

## Geschiedenis
De plaats werd voor het eerst genoemd in 1712 onder de naam Kurisoo Martt, een boerderij. In 1726 was het onder de naam Kurriste een dorp op het landgoed van Großenhof (Suuremõisa) geworden, dat vanaf 1796 op het landgoed van Emmast (Emmaste) lag. In het begin van de jaren tien van de 20e eeuw werd het dorp verkocht aan een Russische plattelandsbank. In 1919 werden de Estische bezittingen van de bank door het onafhankelijk geworden Estland onteigend.

Tussen 1977 en 1997 maakte Kuriste deel uit van het buurdorp Taterma.